# Queensland Rail
Queensland Rail (QR) är ett företag i Australien som hanterar och kör all pendlings- och distanstrafik på järnväg i delstaten Queensland. Från och med den 1 juli 2010 kör Queensland Rail enbart persontrafik, det nystartade QR National tog över all godstrafik företaget tidigare hanterat.

## Järnvägsnät
Queensland Rail äger och hanterar ett 10 000 km långt järnvägsnät som sträcker sig över stora delar av Queensland. 1 000 km av järnvägen är elektrifierad, något som gör den till södra hemisfärens längsta av sitt slag.
Varje dag färdas 1 000 tåg och 178 000 personer på järnvägsnätet.
Till skillnad från järnvägssystemen i alla andra delstater ägs Queensland Rail fortfarande helt och hållet av delstaten, med minimal inblandning från den privata sektorn i form av viss drift av tågtrafiken.